# Still I Believe
Still I Believe è un singolo dei Fair Warning.
Fu pubblicato solo in Giappone.

## Formazione
- Tommy Heart (voce)
- Andy Malecek (chitarra)
- Helge Engelke (chitarra)
- Ule Ritgen (basso)
- Philippe Candas (batteria)

## Tracce
1. Still I Believe
2. I Fight (Diff. Verseion)
3. Through the Fire (Diff. Version)
4. Tell Me I'm Wrong (Diff. Version)
5. Eyes of Love (Diff. Version)
6. Close Your Eyes